# Konopskyy
Konopskyy, właśc. Mikołaj Tylko (ur. 1 września 2002 w Dzierżoniowie) – polski youtuber  i influencer.

## Życiorys
Urodził się 1 września 2002 roku w Dzierżoniowie. Większość swojego życia spędził w Legnicy. Przeprowadził się również na kilka lat do Anglii, lecz ostatecznie zamieszkał we Wrocławiu.

## Kariera
W 2016 roku zamieszczał filmiki w serwisie YouTube dotyczące gry komputerowej Fortnite. Dzięki temu stał się bardziej rozpoznawalny. W 2020 roku zaczął nagrywać tzw. newsy i wiadomości z całego świata, co przyniosło mu popularność.
W 2022 roku zamieścił filmik zatytułowany „Leksiu lubi małe widzki”, w którym przedstawił obraz kontrowersji związanych z influencerem Leksiem. Film ten zapoczątkował konflikt pomiędzy youtuberem a Sylwestrem Wardęgą.
8 października 2023 roku na kanale youtubera opublikowany został godzinny materiał zatytułowany „Mroczna przeszłość polskiego YouTuba” przedstawiający dowody w sprawie afery o podłożu pedofilskim zwaną „Pandora Gate”, który zdobył 13.63 mln wyświetleń (stan na 26 maja 2025). W dodatku film pobił rekord największej liczby wyświetleń zarejestrowanych w ciągu 24 godzin od momentu publikacji, który wynosił 8,9 miliona wyświetleń.
20 października 2024 opublikował film "Mafia hazardowa polskiego internetu", w którym nagłośnił kryzys polskich władz w radzeniu sobie z nielegalnymi praktykami hazardowymi oraz problem uzależnienia młodzieży od gier za pieniądze na stronach z otoczenia CS. W dwugodzinnym wideo obciążył za niemoralne praktyki, oszustwa i naruszanie prawa influencerów, w tym m.in. Merghaniego (Jakub Rokicki), Isamu, Xayoo, Ewrona. Film zdobył duży rozgłos.

### Freak fighty
13 lipca 2022 roku na portalu społecznościowym Instagram Fame MMA opublikował post ogłaszający walkę Konopskiego na 15. gali federacji. Tydzień później, podczas pierwszej konferencji, ogłoszony został jego przeciwnik – Marcin „Xayoo” Majkut. Ich walka odbyła się 27 sierpnia w łódzkiej Arenie Atlas, a ostatecznie zwyciężył Xayoo.